# Zajištění státní hranice Československa během studené války

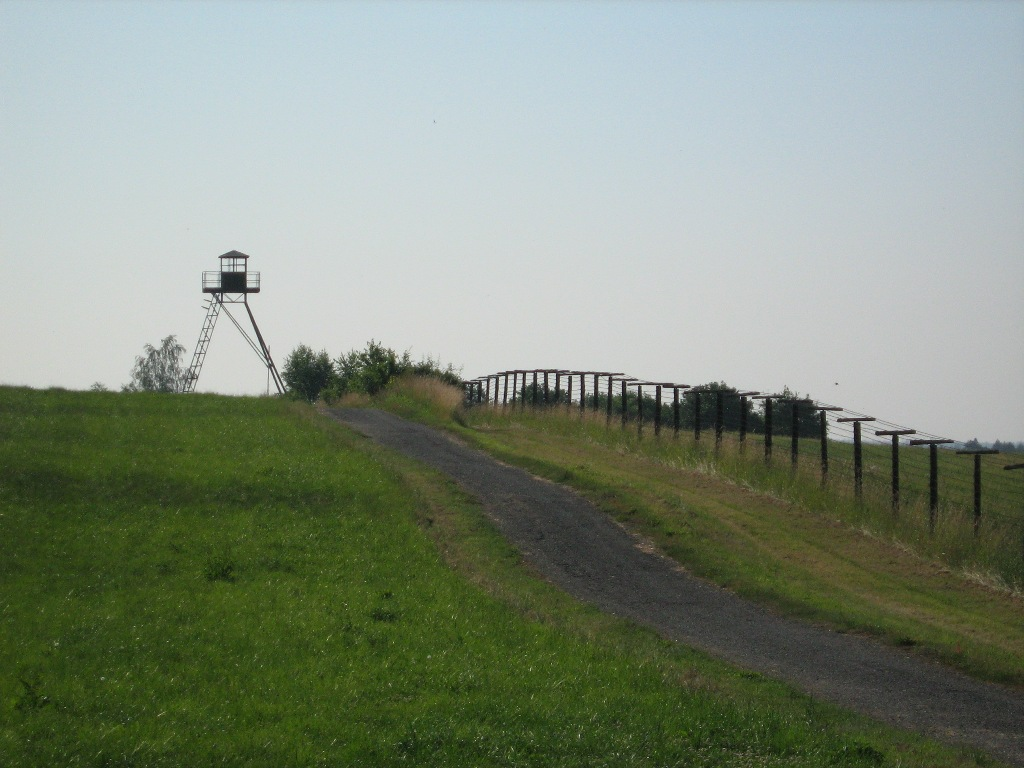
Část původní železné opony v Čížově

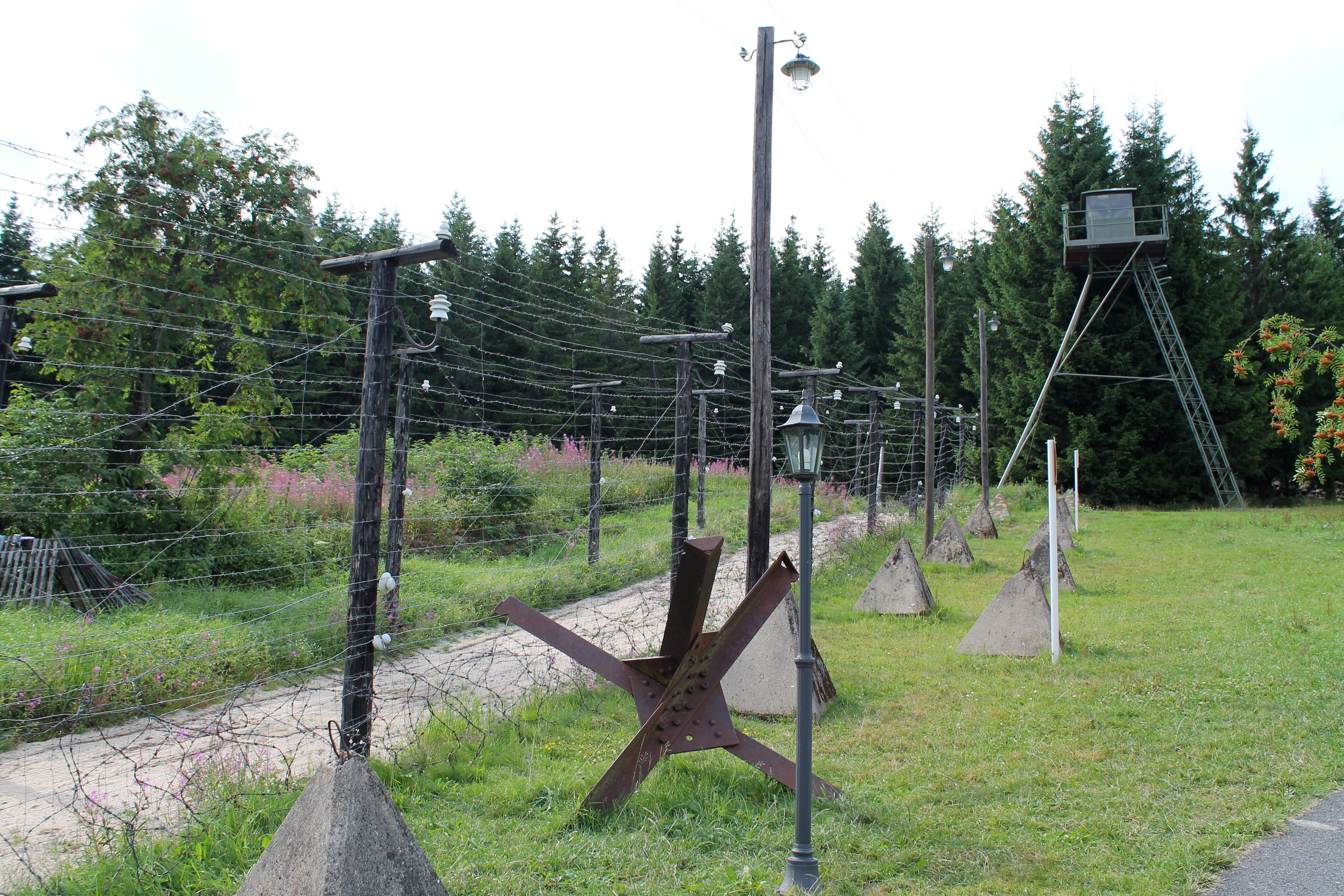
Památník železné opony na Bučině

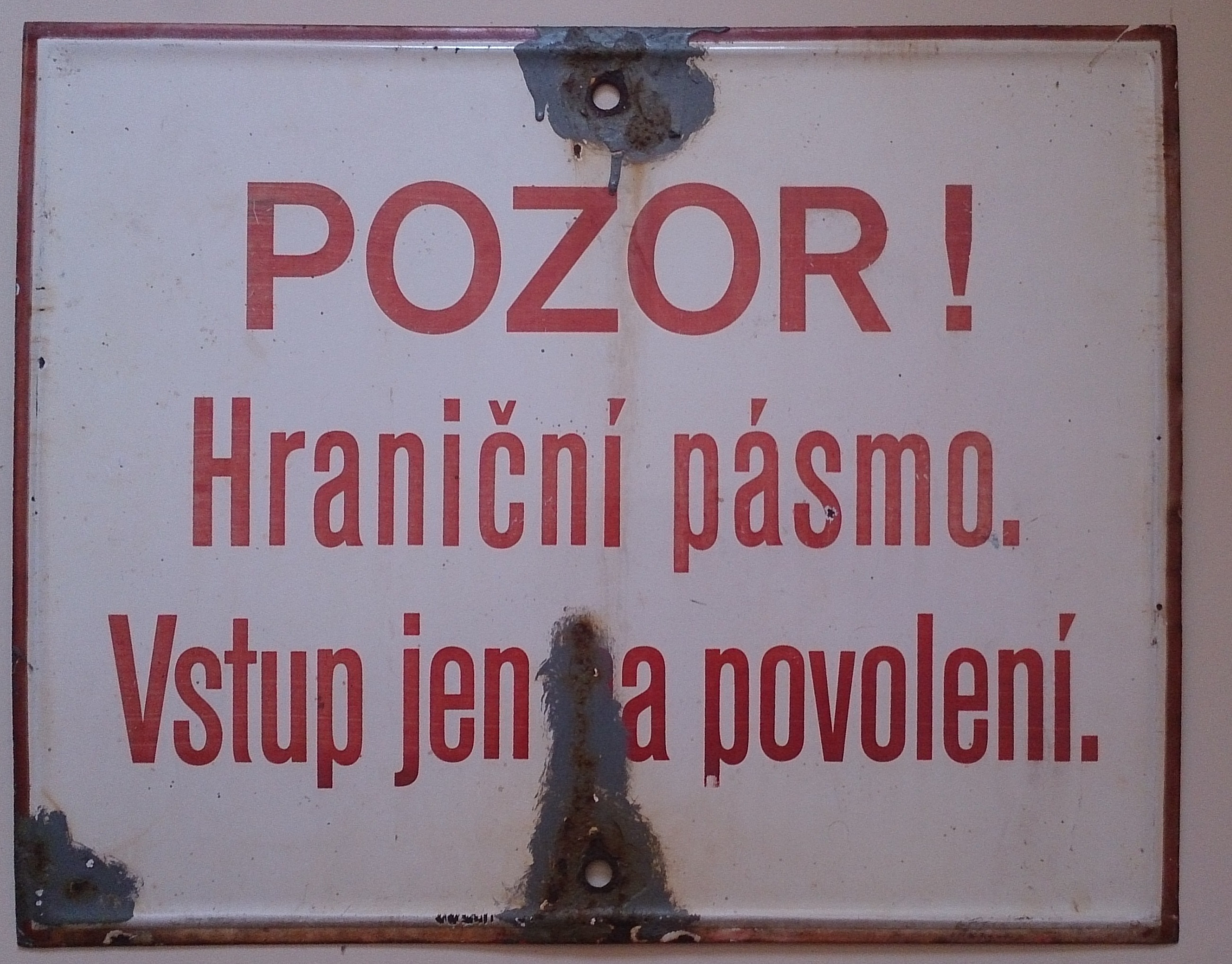
Tabule ze začátku 80. let 20. století informující o vstupu do hraničního pásma

Na hranici socialistického Československa, hlavně podél hranice se Spolkovou republikou Německo a neutrálním Rakouskem vznikla během období studené války soustava překážek, která fungovala až do roku 1989. Překážky zabraňovaly emigraci občanů Československa (i jiných zemí) na Západ, tehdejší propagandou však byly popisovány jako zábrana proti infiltraci nepřátelských agentů.

## Historie
Po 2. světové válce a rozdělení Německa v roce 1949 už byly hranice Československa „omezenou oblastí“. Od roku 1951 začalo budování „železné opony“ v praxi – neprodyšnost československých hranic byla jedna z priorit tehdejšího komunistického režimu a tak za účelem jejich hlídání bylo vynaloženo nemálo peněz a lidských zdrojů. Pohraniční oblast začínala už pár kilometrů do vnitrozemí, cca 100 m od hranice byly obehnány signální ploty a samotná hranice byla označena značkami a v prvním období i plotem z ostnatých drátů, který měl být pod napětím 5 kV. Od roku 1968 jej vystřídal dvojitý drátěný plot, podobný tomu na vnitroněmecké hranici. Součástí hranice bylo i vybudování strážních věží, většinou ne zděných, ale železné a převážně dřevěné konstrukce a další infrastruktury, která čítala pomocné budovy pro pohraniční stráž, různá terénní stanoviště, případné cvičiště pro psy, a cesty tyto objekty spojující. V některých oblastech byly dokonce pokládány miny, např. PP Mi-Ba, PP Mi-D a PP Mi.
Československá železná opona zaznamenala masivní „průlom“ v jedné specifické události, kterou byla na začátku listopadu 1989 vlna hromadné emigrace východních Němců do SRN se zastávkou před německou ambasádou v Praze. Nedošlo k žádné konfrontaci, protože tehdejší vedení dalo k tomuto přesunu souhlas.
Krátce po sametové revoluci, od 5. prosince 1989 bylo pásmo překážek na hranici Československa zrušeno.
V současnosti jsou Česko, Německo a Rakousko členy Schengenského prostoru, což znamená, že jejich společné hranice již nejsou střeženy a cestující je mohou svobodně překračovat, a to i bez pasové kontroly.